# LCPL Roy M. Wheat
Die LCPL Roy M. Wheat, auch USNS LCPL Roy M. Wheat (Kennung: T-AK-3016), war Unterstützungsschiff der United States Navy. Es kann Ausrüstung und Zubehör an Bord nehmen, welche für die Versorgung von 15.000 Angehörigen des US Marine Corps für einen Zeitraum von ca. 30 Tage ausreichen. Je nach Einsatz lassen sich Panzer, Munition, Verpflegung, Ersatzteile, Betriebsstoffe und sonstige Ausrüstung transportieren. Das ConRo-Schiff löscht seine Ladung sowohl in Häfen als auch vor Anker mit Leichtern. Es ist im weltweiten Einsatz.

## Geschichte
Die Roy M. Wheat wurde nach einem Lance Corporal benannt, der 1967 im Vietnamkrieg sein Leben opferte und dafür posthum die Medal of Honor verliehen bekam. Wheat warf sich auf eine von ihm ausgelöste Mine und rettete somit zwei Kameraden das Leben.
Das Schiff wurde in der Ukraine gebaut und diente als Hilfsschiff der sowjetischen Streitkräfte. Damals betrug seine Länge noch 225,60 Meter; nachdem die US Navy das Schiff 1997 kaufte, wurde es durch eine Mittelsektion auf die aktuelle Größe verlängert.
Wie alle United States Naval Ships gehört die Roy M. Wheat der Regierung, ist aber unbewaffnet und wird durch eine private Firma betrieben. Die Besatzungsstärke ist, im Vergleich zu Hilfsschiffen der deutschen Marine, gering.

## Aufgaben
Dieses Schiff und fünfzehn weitere bilden die „Maritime Prepositioning Force“. Diese besteht aus drei Geschwadern, die jeweils im Mittelmeer, im Ost-Atlantik, im Indischen Ozean und im Pazifik in der Region Guam/Saipan stationiert sind. Ihre Aufgabe ist, die Versorgung des US Marine Corps in aller Welt sicherzustellen.
Typische Ladung sind Panzer, Waffen, Munition, Treibstoff, medizinische Ausrüstung und Gebrauchsgüter für den Soldaten.
Dieser Schiffstyp hat die Möglichkeit, Soldaten und Gerät direkt an Land zu befördern. Dies ist sowohl über die beiden Kräne als auch über ein Rampensystem möglich. Über diese am Heck des Schiffes befindliche Rampe können Amphibienfahrzeuge direkt aufs Wasser abgesenkt werden. Außerdem besteht die Möglichkeit, durch ein Kopplungssystem die Rampe auf bis zu 180 Meter zu verlängern. So kann eine Versorgung oder Landung von Truppen auch ohne Hafen an unbefestigten Küsten erfolgen.